# Ердал Іненю
Ердап Іненю (тур. Erdal İnönü; 6 червня 1926, Анкара — 31 жовтня 2007, Г'юстон) — турецький політик і фізик, професор фізики в Політехнічному університеті Анкари та Стамбульському університеті, лідер Соціал-демократичної партії (СОДЕП) у 1983—1985 роках, а потім соціал-демократичної Народної партії (SHP) в 1986—1993 роках. Віце-прем'єр-міністр з 1991 по 1993 рік і міністр закордонних справ в 1995 році. Син Ісмета Іненю.
У 1947 р. закінчив фізичний факультет Анкарського університету. У 1951 році захистив докторську дисертацію в Каліфорнійському технологічному інституті.